# MyLoveILove
Albums de Bogdan Raczynski
Muzyka Dla Imigrantów
(2001) '96 Drum 'n' Bass Classixxx
(2002)
MyLoveILove est le quatrième album de Bogdan Raczynski sorti en 2001 chez Rephlex Records,.
Les titres qui sont entre les parenthèses sont ceux du maxi-single Muzyka Dla Imigrantów, seul le morceau 17 (B8 ou Długa Podróż W Chmurach) a une différence de 11 secondes de celui du maxi-single.
Le site Rephlex.com a ressorti cet album aux formats digitaux (MP3 et WAVE) avec en plus les 3 morceaux inclus dans le maxi-single Muzyka Dla Imigrantów : 18. I Co Dalej (1:16) - 19. Zegnajcie Olowiane Zolnierzyki (1:49) - 20. Pierwsze Kroki (0:57).

## Liste des morceaux
| No  | Titre                                     | Piste LP | Durée |
| --- | ----------------------------------------- | -------- | ----- |
| 1.  | MyLoveILove                               | A1       | 2:01  |
| 2.  | MyLoveILove                               | A2       | 3:01  |
| 3.  | MyLoveILove                               | A3       | 1:49  |
| 4.  | MyLoveILove (3. Żegnaj Ziemio Ojczysta)   | A4       | 2:48  |
| 5.  | MyLoveILove                               | A5       | 1:03  |
| 6.  | MyLoveILove                               | A6       | 6:35  |
| 7.  | MyLoveILove                               | A7       | 0:32  |
| 8.  | MyLoveILove                               | A8       | 1:51  |
| 9.  | MyLoveILove                               | A9       | 2:31  |
| 10. | MyLoveILove                               | B1       | 0:51  |
| 11. | MyLoveILove                               | B2       | 2:23  |
| 12. | MyLoveILove                               | B3       | 1:36  |
| 13. | MyLoveILove                               | B4       | 2:18  |
| 14. | MyLoveILove (5. Zagubiona Dusza W Tłumie) | B5       | 3:03  |
| 15. | MyLoveILove                               | B6       | 2:12  |
| 16. | MyLoveILove                               | B7       | 3:22  |
| 17. | MyLoveILove (1. Długa Podróż W Chmurach)  | B8       | 4:05  |